# Walter F. Otto
Walter Friedrich Gustav Hermann Otto, (Németország, Hechingen, 1874. június 22. – Tübingen, 1958. szeptember 23.) német klasszika filológus és vallástörténész.

## Élete
Walter F. Otto 1874. június 22-én született Németországban, a Hohenzollern-kastély melletti kis városban. Apja, Hermann Ernst Otto gyógyszerész volt.

### Tanulmányai
A család Walter F. Otto születése után rövidesen Stuttgartba költözött, és a fiatal Otto 1882 őszén kezdte meg tanulmányait a helyi humán Eberhard Ludwigs Gimnáziumban. 1892-ben érettségi vizsga helyett, Württemberg tartományban szokásos „Konkurs” vizsga letételével felvételt nyert a tübingeni evangélikus kollégiumba, ahol ingyenes ellátást, ételt és szállást kapott. Ez támogatás abban az időben egy ösztöndíjjal ért fel. Az evangélikus kollégiumi elvárásoknak megfelelően kezdetben teológiát tanult, de két szemeszter elvégzése után mégis a klasszika-filológiát választotta. A tübingeni egyetem klasszika filológia tanszékének tanárai közé tartozott 1886 és 1898 között Otto Crusius és 1893-tól 1926-ig Wilhelm Schmid. Otto Crusius a görög mitológia és irodalom, míg Wilhelm Schmid görög nyelv és irodalom professzorai voltak. Walter F. Otto, Schmid professzor ösztönzésére később a bonni egyetemen folytatta tanulmányait, ahol abban az időben Franz Bücheler és Hermann Usener tanított.  A két híres professzor a klasszika filológia és vallástörténet területén írtak alapműveket, és Walter F. Otto szövegkritikát és grammatikát tanult tőlük. Főként a híres latintudós Bücheler hatott az ifjú Ottora olyan erősen, hogy a következő 20 év folyamán a római kultúra és irodalom kérdéseivel foglalkozott.  Otto 1897-ben doktorált Bonnban, és egyúttal felsőbb iskolai tanári képesítést is szerzett. Doktori disszertációját a Nomina propria latina oriunda a participiis perfecti, azaz a Befejezett múltból származtatott latin tulajdonnevek címen írta. A mű az 1898-as klasszika filológia évkönyvében is megjelent.

### Munkássága
Rövid ideig Bonnban és Münchenben a tanári hivatást gyakorolta, majd 1898-ban asszisztensként részt vett a Thesaurus Linguae Latinae (ThLL) elkészítésében és ezért Münchenbe költözött. Münchenben 1911-ig az Onomasticum Latinum szerkesztőjeként és szerzőjeként is dolgozott. 1905 nyarán Otto Crusiusnál a tübingeni egyetemen, klasszikus tanulmányokból magántanári vizsgát tett, habilitációjának témája a római istennő, Iuno (Junó) volt. 1907-ben a müncheni egyetemtől, latin stílusgyakorlatok oktatására kapott előadói megbízást és 1910-től az egyetem professzora lett. Walter F. Otto nem utolsósorban első feleségének köszönhetően, gyümölcsöző kapcsolatokat kötött a müncheni kultúrélet jelentős képviselőivel. A Müncheni Egyetemen tartott előadásaiban nemcsak a latin filológiára szorítkozott, hanem a vallástudománnyal és a görög mitológiával is foglalkozott. Főbb műveinek alapját a müncheni időkben fektette le. 1911-ben a bécsi egyetemen kapott egyetemi tanári állást. Itt ismerkedett meg Hans von Arnim klasszika-filológus professzorral, és kettejük között nagyon szoros barátság alakult ki. Két évvel később a bázeli egyetemtől ordinárius professzori meghívást kapott, majd 1914-ben Frankfurt am Mainban, az akkor alapított egyetem professzora lett. Húsz éven keresztül a klasszika filológia tanszék professzoraként működött, ahol a görög és római vallás területén abban az időben fontos kutatási eredmények és publikációk születtek. Walter F. Otto itt kötött barátságot Karl Reinhardt klasszika-filológus professzorral. Otto II. Vilmos, a Hollandiába menekült utolsó császár köréhez tartozott és kapcsolatban állt a frankfurti művészekkel és tudósokkal.
1933-tól 1945-ig tagja volt a Nietzsche Archivum Tudományos Bizottságnak, melyet 1935-től ő irányított. Szándékában állt Nietzsche összes műveinek és hagyatékának történelmi és kritikai kiadása. Nietzsche 90-edik születésnapjára ünnepi beszédet tartott, és 1935-ben nekrológot írt a filozófus húgának.  A Nemzetiszocialista Német Munkáspárt kormánya 1934-ben arra kényszerítette Walter F. Ottot, hogy a Königsbergi Egyetemről, a faji törvények miatt elküldött ógörög filológus, Paul Maas utódja legyen. Otto 1939-ben és 1940-ben Karl Reinhardttal és Ernesto Grassival közösen kiadták a „die Jahrbücher Geistige Überlieferung” (Szellemi Hagyomány Évkönyve). Otto a bevezetésben kinyilvánította az aggályait az ókori hagyományok sorsa miatt. Az évkönyvet a rezsim betiltotta. 
A második világháború végén Königsbergből el kellett menekülnie, és az összes vagyonát elveszítette, beleértve a könyveit és kéziratait is. A háború végén Otto a bajorországi Krünben, az elmaui kastélyban talált menedéket.
A háború után Otto eleinte csak helyettesítő állásokat kapott, ógörög nyelvet és irodalmat tanított, 1945 végén Münchenben, 1946-ban Göttingenben, 1946 őszétől vendégprofesszorként Tübingenben, később ugyanott helyettesítő tanárként. 1955-ben vonult nyugdíjba, de mint nyugalmazott professzor továbbra is az egyetem tantestületéhez tartozott. Walter F. Otto Tübingenben megtalálta a nyugalmat, az elismerést, és munkájához kitűnő körülményeket. Az egyetemen még 83 előadást és kollokviumot tartott. 1958. szeptember 23-án halt meg Tübingenben, „Die Bahn der Götter” művének írása közben.

## Nézetei
Walter F. Otto a római és a görög vallástörténet kutatásaiban működött, mint a német filhellénizmus, Winckelmann, Goethe, Hölderlin, és Nietzsche hagyományainak közvetítője. A „Die Tat” című, 1920-ban, megjelenő tanulmányában Karl Böger, Phallos című versének alapján kifejtette az ókori pogányság világának érzéseit. A „Geist der Antike” 1923-ban, megjelenő művében tovább vitte Nietzsche gondolatait, a kereszténység kritikáját. Szerinte a zsidó és ezzel együtt a keresztény vallás is, nőies, beteg, plebejus és nihilista irányú, ellenben az antik világ férfias, arisztokratikus és alkotó.  
Otto leírásaiban a görög hit az objektív felismerés vallása lett, és ennek a vallásnak tulajdonította a legfőbb kultúrateremtő képességet a görögség életében. A keresztény teológusok félreértették Otto írásait és az antik vallás felélesztésének kísérleteként fogták fel, és ezért bőszen támadták.  Walter F. Otto vallástörténeti munkássága nagy hatással volt több vallástörténészre, köztük a magyar Kerényi Károlyra is. Művei magyar fordításban ez idáig nem jelentek meg, de vallástörténeti jelentőségük vitathatatlan, és ma is alapműnek számítanak a világ vallástörténészei számára.

## Főbb művei
- Die Manen (1923)
- Der Geist der Antike und die christliche Welt (1923)
- Die Götter Griechenlands. Das Bild des Göttlichen im Spiegel des griechischen Geistes (1929)
- Vergil (1931), Der europäische Geist und die Weisheit des Ostens (1931)
- Dionysos, Mythos und Kultus (1933)
- Der junge Nietzsche (1936)
- Der Dichter und die alten Götter (1942)
- Das Vorbild der Griechen (1949)
- Gesetz, Urbild und Mythos (1951)
- Die Musen und der göttliche Ursprung des Singens und Sagens (1955)
- Menschengestalt und Tanz (1956)
- Theophania (1956)
- Die Gestalt und das Sein (1959)
- Das Wort der Antike (1962)
- Mythos und Welt (1963)
- Die Manen oder von den Urformen des Totenglaubens (1958)
- Die Wirklichkeit der Götter (1963)
- Epikur (1975)
- Aufsätze zur römischen Religionsgeschichte (1975)
- Les dieux de la Grèce,  (Paris, 1984)